# Mirror (canção de Lil Wayne)
"Mirror" é uma canção do rapper norte-americano Lil Wayne com participação do cantor e compositor Bruno Mars tirada do seu nono álbum de estúdio, Tha Carter IV (2011). Foi lançada como o quinto e último single do álbum em 1 de Novembro de 2011 nos Estados Unidos pelas editoras discográficas Young Money Entertainment, Cash Money Records, Universal Republic Records em formato digital.

## Letra
With everything happening today
You don't know whether you're coming or
going
But, you think that you're on your way
Life lined up on the mirror don't blow it
Look at me when I'm talking to you
You looking at me but I'm looking through
you
I see the blood in your eyes
I see the love and disguise
I see the pain hitting in your pride
I see you not satisfied
And I don't see nobody else
I see myself, I'm looking at the
[Bruno Mars]
Mirror on the wall
Here we are again
Through my rise and fall
You've been my only friend
You told me that they can't understand the
man I am
So why are we, here
Talking to each other ag-a-a-a-ain
[Lil Wayne]
Uh, I see the truth in your lies
I see nobody by your side
But I'm with you when you're all alone
And you correct me when I'm looking wrong
I see the guilt beneath the shame
I see your soul through your window pane
I see the scars that remain
I see Wayne, I'm looking at the
[Bruno Mars]
Mirror on the wall
Here we are again
Through my rise and fall
You've been peter

## Desempenho nas tabelas musicais
| País — Tabela musical                                        | Posição de pico |
| ------------------------------------------------------------ | --------------- |
| Austrália — ARIA Charts                                      | 49              |
| Canadá — Canadian Hot 100                                    | 44              |
| Dinamarca — Hitlisten                                        | 12              |
| França — SNEP                                                | 76              |
| Irlanda — IRMA                                               | 37              |
| Suécia — Sverigetopplistan                                   | 38              |
| Suíça — Schweizer Hitparade                                  | 51              |
| Reino Unido — UK R&B Chart (The Official Charts Company)     | 20              |
| Reino Unido — UK Singles Chart (The Official Charts Company) | 68              |
| Estados Unidos — Billboard Hot 100                           | 16              |
| Estados Unidos — Hot R&B/Hip-Hop Songs (Billboard)           | 69              |
| Estados Unidos — Rap Songs (Billboard)                       | 25              |